# ALH84001

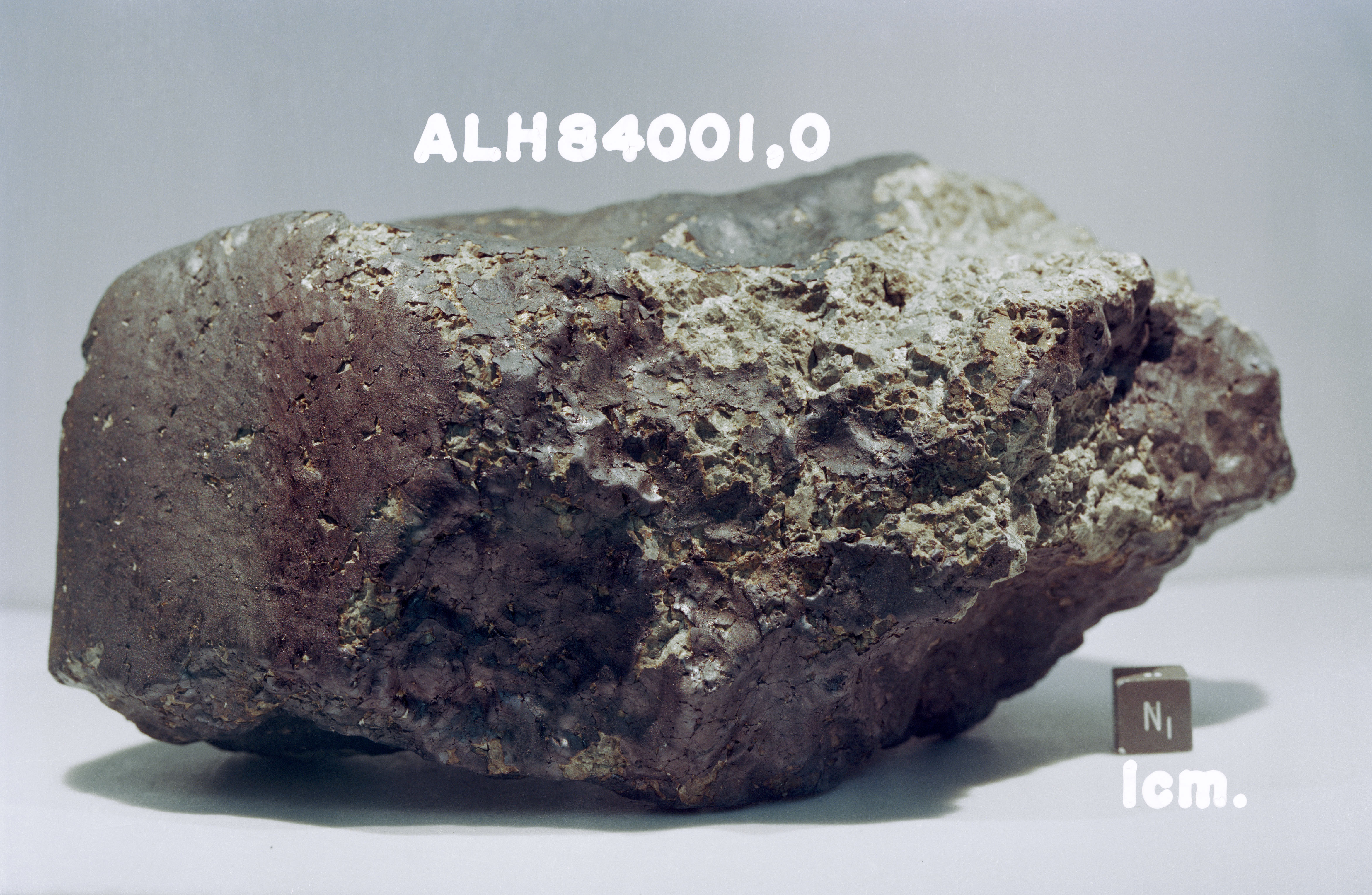
Fragment din meteoritul ALH 84001

Allan Hills 84001 (frecvent abreviat ALH 84001) este un meteorit care a fost găsit în Allan Hills, Antarctica, pe 27 decembrie 1984 de catre o echipa americană de căutători de meteoriți din proiectul ANSMET. ALH 84001 este considerat a fi originar de pe planeta Marte. La descoperire masa sa era de 1,93 kg. A ajuns în centrul atenției mondiale în 1996, atunci când oamenii de știință au anunțat că ar putea conține elemente microscopice de fosile de bacterii marțiene, anunțul s-a bazat pe observațiile asupra globulelor de carbonat.